# Daltjärnen (Piteå socken, Norrbotten, 727047-170664)
Daltjärnen är en sjö i Piteå kommun i Norrbotten och ingår i Åbyälvens huvudavrinningsområde.